# Trần Thị Nguyệt Thu
Trần Thị Nguyệt Thu là phu nhân của nguyên Chủ tịch nước Việt Nam trong nhiệm kỳ chủ tịch nước của chồng bà là Nguyễn Xuân Phúc từ tháng 4 năm 2021 đến ngày 18 tháng 1 năm 2023, khi ông từ chức giữa một loạt vụ bê bối tham nhũng. Trước đây bà là phu nhân của Thủ tướng trong nhiệm kỳ thủ tướng của chồng bà từ năm 2016 đến 2021. Bà được biết đến với phong cách thời trang thanh lịch, thường xuyên diện tà áo dài truyền thống của Việt Nam và được báo chí Việt kiều mệnh danh là Đệ nhất phu nhân Việt Nam.

## Tiểu sử

### Phu nhân của Chủ tịch nước và Thủ tướng Chính phủ

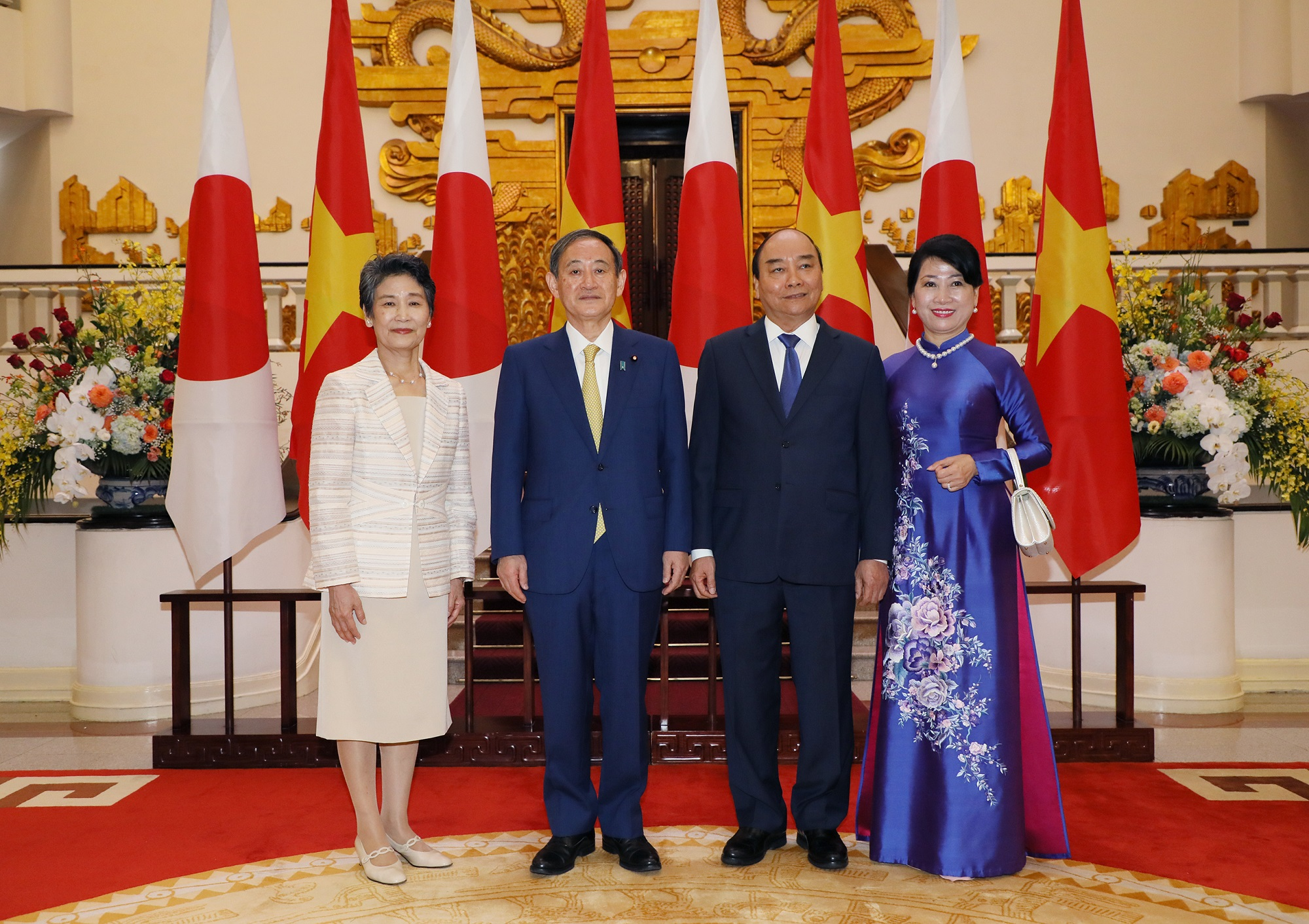
Phu nhân Trần Thị Nguyệt Thu và Thủ tướng Nguyễn Xuân Phúc tiếp Thủ tướng Nhật Bản Suga Yoshihide và Đệ nhất Phu nhân Suga Mariko tại Hà Nội vào ngày 19 tháng 10 năm 2020.

Kể từ khi chồng là Nguyễn Xuân Phúc lên làm thủ tướng năm 2016 và làm chủ tịch nước năm 2021, bà đã tháp tùng ông Phúc trong nhiều chuyến thăm cấp nhà nước và tiếp nhiều quan chức nước ngoài, trong đó có việc tiếp đón các đệ nhất phu nhân và phu nhân của các nguyên thủ nước ngoài. Bà được biết đến với phong cách thời trang của mình, thường mặc áo dài truyền thống của Việt Nam và luôn kết hợp màu sắc của nó với chiếc cà vạt của chồng, điều này đã trở thành một cơn sốt trên Internet ở Việt Nam.

### Gia đình
Trần Thị Nguyệt Thu có hai người con với Nguyễn Xuân Phúc. Con trai bà là Nguyễn Xuân Hiếu, từng là Chánh Văn phòng Trung ương Hội Liên hiệp Thanh niên Việt Nam. Con gái bà là Nguyễn Thị Xuân Trang (sinh năm 1986), là nữ doanh nhân, cổ đông lớn của Trường Quốc tế Gateway Hà Nội. Trang kết hôn với Vũ Chí Hùng, hiện đang là Phó Tổng cục trưởng Tổng cục Thuế, Bộ Tài chính Việt Nam.

### Tranh cãi
Bà Thu bị cho là có liên quan đến đại án Việt Á và đại án chuyến bay giải cứu trong dịch bệnh Covid-19, dẫn đến sự kiện chồng bà từ chức.
Bà Thu cũng bị cho là đã đứng ra giúp đỡ con rể là Vũ Chí Hùng để dàn xếp việc đổi thép ở dự án Chống ngập có xét đến yếu tố biến đổi khí hậu (giai đoạn 1) ở Thành phố Hồ Chí Minh, trị giá khoảng 10.000 tỷ đồng của Tập đoàn Trung Nam triển khai theo hình thức hợp tác công tư, hợp đồng BT, từ loại thép không gỉ SUS 304 (tiêu chuẩn Nhật Bản) và thép S355 (tiêu chuẩn Châu Âu, xuất xứ từ các nước tiên tiến thuộc nhóm G7) như thiết kế cơ sở sang thép Trung Quốc.
Tuy nhiên, chồng bà là nguyên Chủ tịch nước Nguyễn Xuân Phúc đã bác bỏ các "thuyết âm mưu" nêu trên bằng tuyên bố trong lễ bàn giao công tác Chủ tịch nước cho Quyền Chủ tịch nước Võ Thị Ánh Xuân vào ngày 04 tháng 02 năm 2023:
Gia đình tôi, vợ, các con tôi không tư lợi, tham nhũng liên quan đến Việt Á, chưa bao giờ gặp Giám đốc Việt Á. Điều này đã được Ủy ban Kiểm tra Trung ương kết luận rõ ràng.— Nguyễn Xuân Phúc, Bàn giao công tác của nguyên Chủ tịch nước Nguyễn Xuân Phúc

Một số tổ chức bất đồng chính kiến đã kêu gọi bắt giữ bà Thu, với lập luận rằng việc không truy tố bà sẽ ảnh hưởng đến uy tín của các chiến dịch chống tham nhũng do Tổng Bí thư Nguyễn Phú Trọng lãnh đạo. Tuy nhiên, theo ý kiến từ Việt Nam Thời Báo – một ấn phẩm bất đồng chính kiến thuộc Hội Nhà báo Độc lập Việt Nam – lại phản đối và kêu gọi Hội Liên hiệp Phụ nữ Việt Nam bảo vệ "nhân phẩm" của bà. Họ cho rằng bà đã bị Ban Tuyên giáo Trung ương Đảng sử dụng làm vật tế để làm mất uy tín và buộc chồng bà phải từ chức.
Giữa tháng 4 năm 2025, bà Thu bị bà Nguyễn Phương Hằng nhắc tên trong phiên livestream, khi cho rằng bà Thu có mối quan hệ giúp đỡ mờ ám cho lang băm Võ Hoàng Yên.